# زالسکیه (استان پومرانی)
زالسکیه (به لهستانی:  Zaleskie) یک روستا در لهستان است که در گمینا اوستکا واقع شده‌است. زالسکیه ۴۰۰ نفر جمعیت دارد.